# De vetula
De vetula (Über die Alte, die Vettel) ist eine etwa 2400 Hexameter umfassende Dichtung in mittellateinischer Sprache. Das Lehrgedicht, entstanden Anfang des 13. Jahrhunderts, baut die Fiktion auf, ein verloren gegangenes und wieder gefundenes Werk Ovids (Pseudo-Ovidianum) zu sein und stellt einen heterogenen Text mit Elementen der Satire, Allegorie, Didaktik und Autobiographie dar.

## Tendenzen, Entstehungszeit, Autor, Sprache
Nachdem der Einfluss Ovids im frühen Mittelalter nicht sonderlich groß gewesen war, stieg er im 11./12. Jahrhundert kontinuierlich an, wobei zu den echten Ovidwerken eine bunte Fülle von Dichtungen trat, die fälschlich Ovids Namen trugen. De vetula nimmt aber dabei eine besondere Stellung ein, da das Gedicht sich nicht nur intensiv mit dem Leben Ovids beschäftigt, sondern auch eine aufwendige Auffindungsgeschichte des Textes im Grab Ovids entwickelt. In dieser Geschichte wird der oströmische Kaiser Johannes III. Dukas Vatatzes (1222–1254) genannt. Andererseits nahm circa 1250 Richard de Fournival das Gedicht in seinen Katalog Biblionomia auf. Damit ist der zeitliche Rahmen der Entstehungszeit umrissen; Richard de Fournival gilt auch als möglicher Autor des Werkes.
Sprachlich ist das Werk weit von der Goldenen Latinität Ovids entfernt. Der Autor verwendet Wortneubildungen oder Bedeutungsverschiebungen von Worten und integriert zahlreich Fachwörter griechischen und auch arabischen Ursprungs (z. B. ludus algebre almucgrabaleque (Buch 1, Vers 815), für die neue Rechenkunst) in seinen Text, um die vielfältigen Themen behandeln zu können. Auch der verwendete Hexameter hat sich gegenüber dem antiken durch eine Zerlegung des Verses in kleinere rhythmisch gleichartige Glieder gewandelt.

## Inhalt und Gliederung
Das Werk gliedert sich in drei Bücher. Nach der Wiederauffindungsgeschichte entfaltet das erste Buch ein Bild des Lebens Ovids, wie es der Autor aus dessen Dichtungen zu erkennen meint: Gelage, prächtige Gemächer, Liebeswerben um Jungfrauen/Verheiratete/Witwen, Jagd etc. Es folgt die Darstellung mehrerer Spiele (hauptsächlich Würfelspiel, Schach, Rithmomachie).
Hier verlässt der Autor seine vorgebliche Quelle Ovid, denn Rithmomachie (Zahlenkampfspiel) ist eine Entwicklung des Mittelalters. Auch das Schachspiel war im antiken Rom nicht bekannt.
Das zweite Buch schildert ein fiktives Erlebnis Ovids. Verliebt in ein junges Mädchen versucht er, ihre Gunst mit Hilfe ihrer Amme (die titelgebende vetula) zu gewinnen, wird von dieser aber betrogen. Eine Wiederbegegnung mit der Geliebten nach 20 Jahren führt zwar zu einem versöhnlichen Ende, „Ovid“ beschließt aber doch, sich mehr der Philosophie zuzuwenden und stellt seine Erkenntnisse in Buch 3 dar.

### Würfelspiel, Kombinatorik
Die Verse 358–576, also ein beträchtlicher Teil des ersten Buches werden dem Würfelspiel gewidmet. Dies ist mehr der Bedeutung dieses Glücksspiels im Mittelalter geschuldet als der Dichtung Ovids. Tatsächlich findet sich nur in den Tristia (II, 471–484) eine kurze, ungenaue, eher negativ getönte Beschreibung. In De vetula wird aber ein spezieller Spielgedanke genau bearbeitet: die Gesamtaugenzahl beim Wurf von drei sechsseitigen Würfeln. Diese Zufallsvariable steht zentral bei einigen wichtigen mittelalterlichen Würfelspielen. Diese schildert der Autor allerdings nicht, sondern beschränkt sich auf die Wahrscheinlichkeiten der unterschiedlichen Würfe. Von Vers 405 an werden die unterschiedlichen Würfe betrachtet und in einer Tabelle angeordnet. Es seien 56 3-Tupel von (6,6,6) bis (1,1,1). Die Reihenfolge wird nicht beachtet. Damit entspricht das Szenario dem kombinatorischen Modell Ziehen mit Wiederholung und ohne Berücksichtigung der Reihenfolge von k (=3) Elementen aus n (=6) Elementen mit der Lösung {\displaystyle {n+k-1 \choose k}}, somit entspricht das Ergebnis der Auszählung der kombinatorischen Formel. Diese Berechnungen finden sich ähnlich, wenn auch nicht so klar formuliert, bei Alfons von Kastilien. Beide Schriften wurden allerdings etwa gleichzeitig erstellt, so dass nicht anzunehmen ist, dass sie sich gegenseitig beeinflusst haben.
Ab Vers 442 führt der Autor den Begriff cadentia (von cadere=fallen, etwa Würfelfolge) ein und berücksichtigt damit, dass die Reihenfolge der Würfel zwar für das Ergebnis – die Augensumme – irrelevant ist, nicht aber für die Häufigkeit, mit der das Ergebnis eintritt. Ein Wurf mit 3 gleichen Zahlen habe nur eine cadentia, ein Wurf mit 2 gleichen habe drei (z. B. 1,2,2 – 1,2,1 – 2,1,1) und ein Wurf mit 3 verschiedenen Zahlen sechs. Daraus wird eine kurze, klare Tabelle erstellt, die für die Augenzahlen 3 bis 18 die Zahl der möglichen Würfelkombinationen und deren Realisierung angibt.
„Ovid“  kommentiert das mit einem non igitur solum ibi casus est (nicht alles ist dort also Zufall) und fügt eine längere Schelte des Würfelspiels an, die im Mittelalter so häufig ist.

### Schachspiel (scacorum ludus)
In den Versen (Buch 1, 577 - 636) widmet sich "Ovid" dem Schachspiel und steht damit in der Tradition älterer Texte, wie dem bereits um das Jahr 1000 datierte Einsiedeln-Gedichtes (Versus de Scachis). Auch in De vetula werden (fälschlich) die Helden Homers vor Troja als Spieler in Anspruch genommen, um die Würde des Spiels zu betonen. Die Grundzüge des Spieles werden nicht klar dargestellt, aber doch die einzelnen Figuren genannt: rex (König), virgo (Dame), roccus (Turm), alphinus (Läufer), miles (Springer), pedes (Bauer). Auch diese ähneln, mit einigen Abweichungen, verwandten Schriften, wie etwa dem Buch der Spiele des Alfons der Weise.
Ohne Vorbild sind allerdings die Verse 611 - 626, in denen der Dichter die Spielfiguren mit Himmelskörpern gleichsetzt (rex = Sonne, virgo = Venus, roccus = Mond, …) und dem Spiel so eine kosmologische Dimension gibt. In den letzten Versen wendet sich der Autor gegen die, vor allem in kirchlichen Kreisen verbreitete Ablehnung des Schachspiels. Schach sei nobilis und jedem erlaubt, wenn es ohne Gewinnabsicht und ohne Würfel gespielt werde.

### Rithmomachie
Ebenfalls einen kurzen Abschnitt (Buch 1, Vers 649 – 698) widmet der Autor der rithmimachie, dem Brettspiel, das in einer langen mathematischen Tradition steht und nach seiner Erfindung (11. Jahrhundert) etwa 700 Jahre lang mit großer Begeisterung gespielt wurde. Allerdings wird nur die Aufstellung der Spielsteine, die Heere der geraden und ungeraden, die Werte auf den Spielsteinen, in Anlehnung an die pythagoräische Zahlentheorie geschildert, nicht die Spielzüge. Und wenn das Spiel auch als philosophisch und nicht gewinnorientiert überschwänglich gelobt wird, so bleibt die Darstellung doch vage. Während bei dem spätantiken Gelehrten Boethius, durch den diese arithmetischen Begriffe vermittelt wurden, superparticularis ausführlich definiert und erläutert wird (Inst. Arithm. I,24) verblasst es hier zu einem qui … superaddunt … a numero vincente patris quotitium (Vers 663f: denen zu der beherrschenden Grundzahl etwas zugegeben wird).
Zahlreiche Text, die sich in vergleichbarer Weise mit Aspekten der Rithmomachie befassen, sind vom 11. Jahrhundert (Asilo von Würzburg) bis ins 17. Jahrhundert (August II. (Braunschweig-Wolfenbüttel) unter der Pseudonym Gustavus Selenus) überliefert.

### Kosmogonie, Kosmologie, Gottesbild
Die folgende Zusammenfassung des dritten Buches stützt sich hauptsächlich auf die Untersuchungen des Philologen Paul Klopsch. „Ovid“ postuliert in seiner Kosmogonie (Vers 128-155), dass Gott die Welt aus dem Nichts (ex nihilo) gemacht habe, indem er Materie und Licht erzeugt habe. Er folgt dabei dem Werk De luce seu de inchoatione formrum des englischen Theologen Robert Grosseteste. Der Dichter übernimmt von dort auch das aus der Antike stammende Weltbild der 9 Sphären (Vers 160-177): die 7 planete Saturnus, Iupiter, Mars, Sol, Venus, Mercurius, Luna und darüber die Sphären der stellae fixae und des Lichtes. Den planete werden Eigenschaften (heiß, kalt, trocken, feucht) zugewiesen (Vers 463-521) wie bei Robert Grosseteste (De impressionibus aeris seu de prognosticatione). Sie werden aber auch nach Art einer Iatroastrologie mit menschlichen Körperorganen in Verbindung gebracht. Hier könnte der persische Gelehrte Albumasar die Quelle sein.
Ebenfalls auf Albumasar sind die Verse 527-632 zurückzuführen. "Ovid" berichtet, dass eine besonders günstige Konjunktion zwischen Saturn und Jupiter im 24. Regierungsjahr des Kaisers Augustus stattgefunden habe. Dies bedeute nach der Meinung der Kundigen, dass nach 6 Jahren ein Prophet von einer Jungfrau geboren werde (... post annum sextum nasci debere prophetam ... de virgine). Ovid wird so vom Autor in den christlichen Kontext aufgenommen. Dies wird in längeren theologischen Erörterungen ausgeführt, und das Gedicht endet mit einer Anrufung oder Gebet an die virgo felix, virgo significata per stellas (die glückliche durch die Sterne ausgezeichnete Jungfrau).

## Überlieferung und Weiterleben
Es sind über 30 vollständige Handschriften des Werkes bekannt, davon die meisten in Frankreich; dort hat sich auch ein Übersetzer gefunden (Jean Le Fèvre de Ressons, zweite Hälfte des 14. Jahrhunderts, Livre de Leesce). Paul Klopsch edierte den Text 1967 in seinem Buch PSEUDO-OVIDIUS DE VETULA. Eine Übersetzung in die deutsche Sprache liegt nicht vor.
Häufig wurde das dritte Kapitel als didaktische Schrift ausgegliedert und dann mit anonymen alchemistischen Texten, aber auch dem De ave Phoenice des Laktanz zusammengestellt. Die Angaben zum Würfelspiel im ersten Kapitel werden als erste korrekte mathematische Behandlung gewürdigt, eine Verbindung zur Entwicklung der Kombinatorik bzw. Wahrscheinlichkeitsrechnung lässt sich aber nicht nachzeichnen.

## Textausgabe und Literatur
- Menso Folkerts: Rithmimachie in Maß, Zahl und Gewicht, Ausstellungskatalog der Herzog August Bibliothek Nr. 60, Wolfenbüttel 1989
- Thomas Haye: Das lateinische Lehrgedicht im Mittelalter. Leiden / New York / Köln 1997.
- Tilman Krischer: Interpretationen zum Liber de ludo aleae in Eckhard Keßler (Hrsg.): Girolamo Cardano. Wiesbaden 1994.
- Paul Klopsch: Pseudo-Ovidius De vetula. Untersuchungen und Text. Leiden/Köln 1967 (= Mittellateinische Studien und Texte. Band 2).
- Paul Lehmann: Pseudo-antike Literatur des Mittelalters. Darmstadt 1964.
- Oliver Plessow: Mittelalterliche Schachzabelbücher zwischen Spielsymbolik und Wertevermittlung. Münster 2007.
- Ulrich Schädler und Ricardo Calvo (Übersetzung, Kommentar): Alfons X. „der Weise“ Das Buch der Spiele. Berlin 2009
- Ivo Schneider: Entwicklung der Wahrscheinlichkeitsrechnung von den Anfängen bis 1933. Einführung und Texte. Darmstadt 1988.

## Einzelbelege
1. ↑  Karl Ernst Georges: Lateinisch-deutsches Handwörterbuch
2. ↑  Thomas Haye: Das lateinische Lehrgedicht im Mittelalter, S. 295
3. ↑  Paul Lehmann: Pseudo-antike Literatur des Mittelalters, S. 2
4. ↑  Paul Lehmann: Pseudo-antike Literatur des Mittelalters, S. 13
5. ↑  Paul Klopsch: PSEUDO-OVIDIUS DE VETULA, S. 103 ff.
6. ↑  Paul Klopsch: PSEUDO-OVIDIUS DE VETULA, S. 117f
7. ↑  Paul Klopsch: PSEUDO-OVIDIUS DE VETULA, S. 15
8. ↑  Paul Klopsch: PSEUDO-OVIDIUS DE VETULA, S. 16
9. ↑  Ulrich Schädler und Ricardo Calvo: Alfons X. „der Weise“  Das Buch der Spiele, S. 191–202
10. ↑  Karl Bosch: Statistik für Nichtstatistiker 2012, S. 44
11. ↑  Ulrich Schädler und Ricardo Calvo: Alfons X. „der Weise“ Das Buch der Spiele, S. 194
12. ↑  Walter Tauber: Das Würfelspiel im Mittelalter und der frühen Neuzeit, Frankfurt 1987
13. ↑   Oliver Plessow: Mittelalterliche Schachzabelbücher zwischen Spielsymbolik und Wertevermittlung, S. 27
14. ↑   Oliver Plessow: Mittelalterliche Schachzabelbücher zwischen Spielsymbolik und Wertevermittlung, S. 36
15. ↑  Arnald Steiger: Alfonso el Sabio, Libros de Acedrex, Dados e Tablas, Genf 1941, S. XXXIII
16. ↑   Oliver Plessow: Mittelalterliche Schachzabelbücher zwischen Spielsymbolik und Wertevermittlung, S. 36f
17. ↑  Oliver Plessow: Mittelalterliche Schachzabelbücher zwischen Spielsymbolik und Wertevermittlung, S. 24
18. ↑  Menso Folkerts: Rithmimachie in Maß, Zahl und Gewicht, S. 331
19. ↑  Menso Folkerts: Rithmimachie in Maß, Zahl und Gewicht, S. 336
20. ↑  Paul Klopsch: PSEUDO-OVIDIUS De VETULA, S. 16–17 und 59–77.
21. ↑  Paul Klopsch: PSEUDO-OVIDIUS DE VETULA, S. 160
22. ↑  Thomas Haye: Das lateinische Lehrgedicht im Mittelalter, S. 296f
23. ↑  Robert Ineichen: Würfel und Wahrscheinlichkeit, 1996